# Tártaro (mitología)

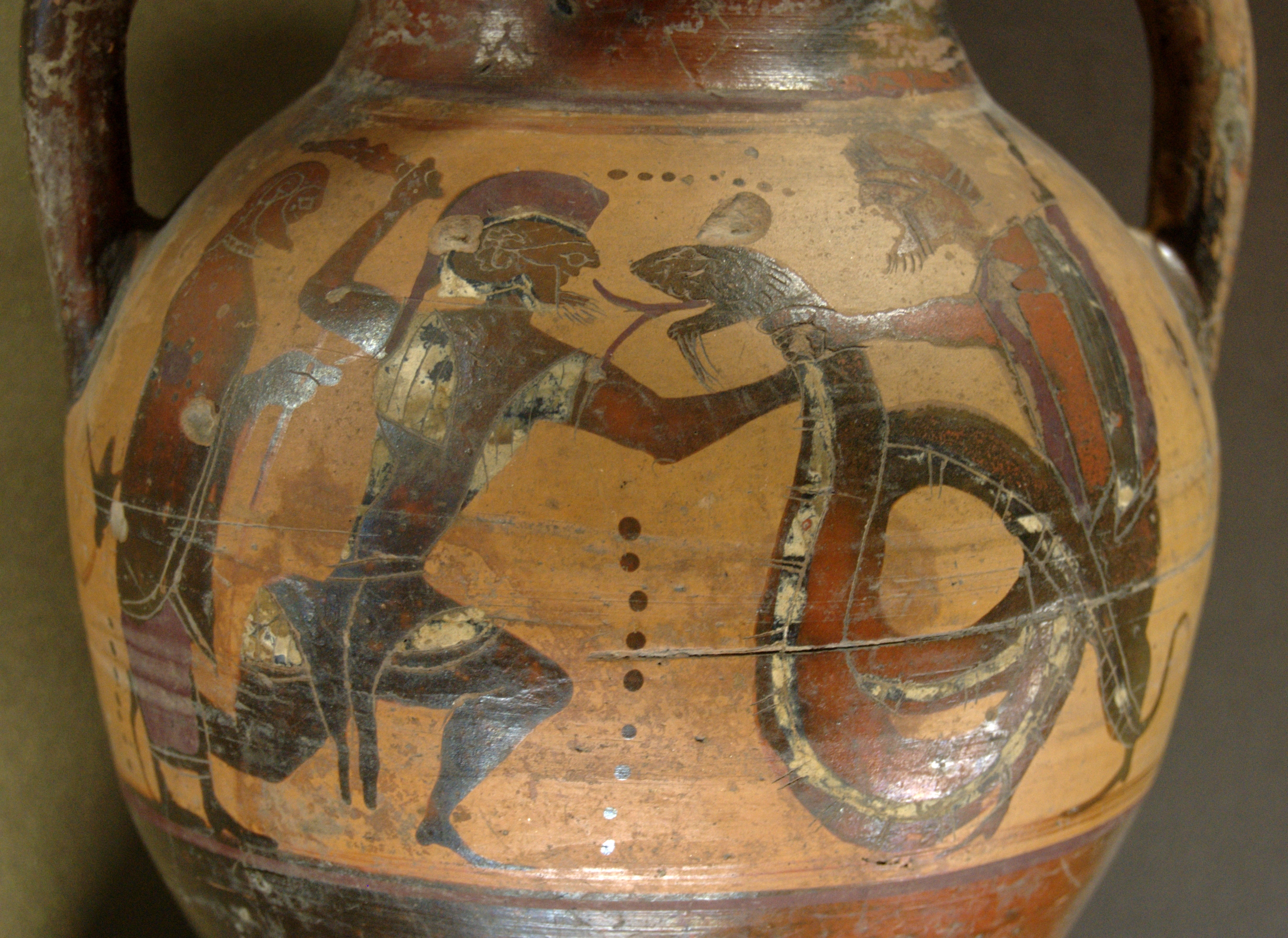
En la mitología griega, el Tártaro (Tartărus, y este del griego antiguo: Τάρτᾰρος, Τάρταρος, romanización: Tártăros, Tártaros, pronunciación: clásica: tártaros, Koiné: tˈartaro̞s, bizantina: tˈartaros), descrito como «oscuro y situado en el fondo de la tierra», es un profundo abismo usado como una mazmorra de sufrimiento y una prisión para los titanes.

En la mitología griega, el Tártaro (en griego antiguo: Τάρταρος, Τάρταρον, Τάρτᾶρᾶ; en latín: Tartărus o Tartăra), es un profundo abismo usado como una mazmorra de sufrimiento para criminales mortales y una prisión para los dioses titanes. Tártaro es a la vez un dios primordial y la ubicación geográfica del inframundo. Hesíodo dice que «en el fondo de la tierra de anchos caminos existió el tenebroso Tártaro», y lo denomina en género neutral Τάρταρα (Tartăra en lat.) para referirlo como un lugar, en tanto que usa la grafía masculina Τάρταρος (Tartărus en lat.) en calidad de personificación divina y progenitor de una prole. En muchas ocasiones no está claro el límite y el nombre del inframundo como Hades, Érebo (como prefiere Homero) o Tártaro (usado por Hesíodo), pero lo cierto es que hace referencia al mundo subterráneo, tan profundo como la tierra lo estaba del cielo. Según el Fedón (ca. 400 a. C.) de Platón, el Tártaro era el lugar donde las almas eran juzgadas después de la muerte y donde los malvados eran castigados.

## Como deidad
Como deidad Tártaro suele aparecer de dos maneras, como una deidad primordial en los textos cosmogónicos y como el padre de una monstruosa prole, a menudo con rasgos serpentinos. En la Teogonía de Hesíodo, Tártaro es uno de los cuatro dioses primordiales que brotaron por sí mismos, junto con Caos, Gea y Eros, aunque la mención del Tártaro como primordial en ese poema es una interpolación posterior. Según Higino, Tártaro es del linaje de Éter y la Tierra, pero Epiménides opina que sus progenitores fueron el Aire y la Noche. Aristófanes dice que en el principio existía el Caos, la Noche, el negro Érebo y el ancho Tártaro. Depende de las versiones, Tártaro fue el padre, siempre con Gea, del monstruo Tifón, de la dragona Equidna, de las tribus de gigantes que lucharon en la Gigantomaquia y del águila del Cáucaso. Otra versión menos conocida nos describe la unión de Tártaro y Némesis, que produjo a los Telquines, llamados Acteo, Megalesio, Ormeno y Lico. De igual manera Higino llama a la consorte de Tártaro con el nombre de Tártara, lo que parece ser una advocación ctónica de Terra. Las versiones órficas, que tanto gustan de la simbología, imaginaron a Tártaro como padre de Hécate.

## Como localización geográfica
Desde el punto de vista cosmológico, el Tártaro era la región subterránea ubicada en las entrañas de la Tierra, como opuesto a la cúpula del cielo, que se situaba sobre ella. Tártaro es un lugar del mundo inferior, más profundo incluso que el Hades o bien es simplemente un sinónimo del mismo. Aristófanes dice, en cambio, que el Érebo se encuentra por debajo del Tártaro. Apolodoro dice que el Tártaro es un «lugar tenebroso en el Hades tan distante de la tierra como la tierra del cielo». En los textos órficos se dice que la Noche despide luz en el Tártaro y se refugia en el Hades; que Perséfone habita en el Tártaro; o que Hermes conduce sus almas por el Tártaro. Homero, de la misma manera, nos da su versión:
«O lo cogeré y lo arrojaré al tenebroso Tártaro bien lejos, donde más profundo es el abismo bajo tierra; allí las férreas puertas y el broncíneo umbral tan dentro de Hades están como el cielo dista de la tierra».
Hesíodo es el autor que más detalle ofrece de la geografía del Tártaro:
«Un yunque de bronce que bajara desde la tierra durante nueve noches con sus días, al décimo llegaría al Tártaro. En torno a él se extiende un muro de bronce y una oscuridad de tres capas envuelve su entrada; encima además nacen las raíces de la tierra y del mar estéril. Allí los dioses Titanes bajo una oscura tiniebla están ocultos por voluntad de Zeus amontonador de nubes en una húmeda región al extremo de la monstruosa tierra; no tienen salida posible: Poseidón les puso encima broncíneas puertas y una muralla les rodea de ambos lados».
El autor continúa su poema y lo describe como un enorme abismo: no se alcanzaría su fondo ni en todo un año completo, si antes fuera posible franquear sus puertas; sino que por aquí y por allá te arrastraría huracán ante huracán terrible. Horrendo, incluso para los dioses inmortales, este prodigio. En el Tártaro se encuentran las mansiones de la Noche, Atlante sosteniendo la bóveda de los cielos, un gran vestíbulo de bronce donde se encuentran Nix y Hémera, la casa de Hipnos y Tánatos, las mansiones de Hades y Perséfone custodiadas por Cerbero, la fuente de las aguas del Estigia y la prisión de los titanes.
En la mitología clásica el Hades es el dominio del dios homónimo y por lo tanto el hogar de los muertos, pero cuando se decide especificar la región del se suelen describirse a una serie de habitantes que permanecen condenados. Cuando Cronos, el titán reinante, tomó el poder encerró a los Cíclopes y Hecatónquiros en el Tártaro, les puso como carcelera a la monstruosa Campe. Zeus los liberó para que le ayudasen en su lucha con los titanes. Los dioses del Olimpo terminaron derrotándolos y arrojaron al Tártaro a muchos de ellos; los poetas citan explícitamente como Zeus condenó a Menecio, Crono, Arce, Jápeto y a otros titanes en general. Aun algunos titanes no fueron condenados allí, como Atlas, Epimeteo, Prometeo, Helio o las diosas titánides. La prisión de los titanes estaba custodiada por los Hecatónquiros, tres gigantes carceleros, cada uno provisto de cincuenta cabezas y cien fuertes brazos. Más tarde, cuando Zeus venció al monstruo Tifón, también lo arrojó al mismo pozo. Al menos una versión órfica que nos dice que tanto Ofión como Eurínome fueron expulsados, por Crono y Rea, a las profundidades del Tártaro o el Océano.

## Condenados en el Tártaro
En autores posteriores el Tártaro ya se había convertido en el lugar donde el castigo se adecúa al crimen, un infierno en el sentido más prosaico. Allí pagaban su pena perpetuamente condenados conocidos infames de todas las estirpes genealógicas:
| Condenado | Agravio y destino |
| --------- | --- |
| Alóadas   | También los Alóadas, por haber pretendido a Ártemis y osar apilar montes para asediar el propio Olimpo; fueron atados con serpientes a cada lado de una columna; y entre ellos, sobre la columna a la que fueron atados, estaba posada un autillo. |
| Anfión    | Anfión, enloquecido de dolor por haber perdido a todos sus hijos a manos de Apolo y Ártemis, se atrevió a profanar un santuario de Apolo y éste lo acribilló a flechazos, enviándolo al Tártaro. |
| Ascálafo  | Ascálafo delató a su señor Hades que Perséfone había comido semilla de granada, por lo que Deméter puso sobre él una pesada roca en el Hades, pero después de ser liberado por Heracles lo transformó en un búho. |
| Crotopo   | También se dice que Apolo castigó a Crotopo por haber maltratado a su hija, que estaba grávida de Apolo. |
| Danaides  | Las Danaides, por haber matado a sus esposos el día de su boda, cada una con un alfiler, fueron condenadas con la tarea interminable de transportar agua en cántaros perforados como cedazos. |
| Flegias   | Flegias, para vengar la muerte de su hija Corónide, le prendió fuego a un templo de Apolo en Delfos, hasta que Apolo lo mató asaeteándolo. |
| Ixión     | También allí se encontraba Ixión, el primer humano que derramó sangre de un pariente. Hizo que su suegro cayese a un pozo lleno de carbones en llamas para evitar pagarle los regalos de boda. Su justo castigo fue pasar la eternidad girando en una rueda en llamas, que poetas posteriores ubicaron en el Tártaro, en vez de los cielos. |
| Ocno      | Se le representa trenzando continuamente una cuerda de juncos mientras una burra, a su vez, la va devorando. |
| Pirítoo   | Pirítoo fue condenado a no poderse levantar de una silla, castigo impuesto por Hades por haber pretendido a Perséfone en un intento de rapto. |
| Salmoneo  | Salmoneo fue encerrado en el Tártaro por pretender ser el dios Zeus, hasta que el auténtico Zeus lo mató con un rayo. |
| Sísifo    | Sísifo, que era un ladrón y un asesino, fue condenado a empujar eternamente una roca cuesta arriba solo para verla caer por su propio peso; dicen que osó delatar al propio dios fluvial Asopo el paradero de Egina, delatando al propio Zeus. |
| Tántalo   | El crimen de Tántalo fue servirle a los dioses a su propio hijo Pélope desmenuzado y hervido, en un banquete. También se atrevió a robar ambrosía, el alimentos de los dioses, y compartir los secretos divinos con sus compañeros. Otros más incluso añaden un tercer delito, el robo con el perjurio, pues Pandáreo había robado el mastín dorado de Zeus y lo confió a Tántalo, que más tarde juró no haberlo recibido. Ahora cuelga, consumido perennemente por la sed y el hambre, de la rama de un árbol frutal sobre un lago cuyas olas le llegan a la cintura, y a veces a la barbilla; cada vez que intenta alcanzar una fruta una ráfaga de viento la aparta de su alcance, y cada vez que intenta beber el agua escapa de sus labios y sus manos. |
| Ticio     | Ticio permanece tendido en el llano, sin poder defenderse; dos buitres de un lado y de otro le roían el hígado por haber intentado violar a Leto yendo hacia Pito. |

## Mitología romana

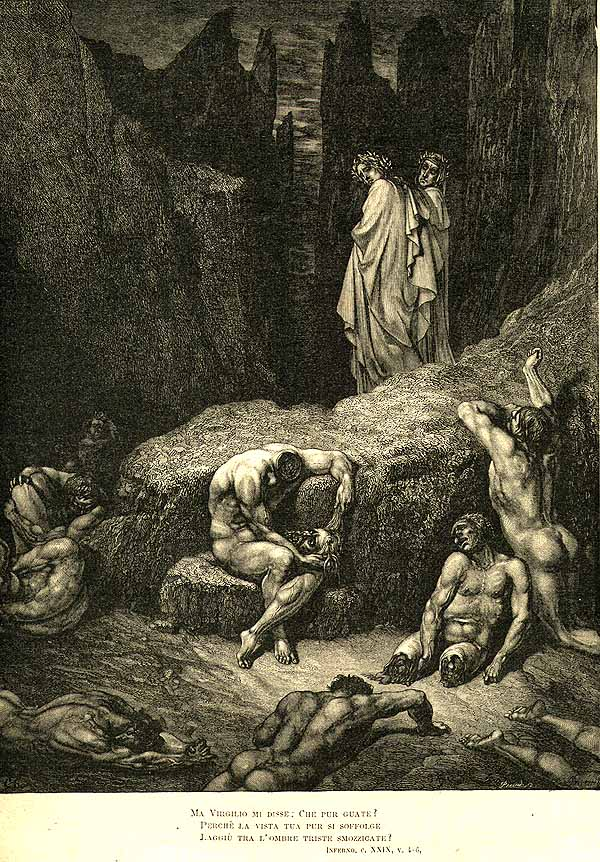
nferno Canto 28, Gustave Dorè

En la mitología romana, el Tártaro es el lugar a donde se enviaba a los pecadores. Virgilio lo describe en Libro VI de la Eneida como un lugar gigantesco, rodeado por el flamígero río Flegetonte y triples murallas para evitar que los pecadores escapen de él. Está guardado por una hidra con cincuenta enormes fauces negras, que se sentaba en una puerta chirriante protegida por columnas de diamante. Dentro, hay un castillo con anchas murallas y un alto torreón de hierro. Tisífone, la Furia que representaba la venganza, hace guardia insomne en lo alto de este torreón, azotando un látigo. Dentro hay un pozo del que se dice que profundiza en la tierra el doble de la distancia que hay entre la tierra de los vivos y el Olimpo. En el fondo de este pozo están los Titanes, los Alóadas y otros muchos pecadores. Dentro del Tártaro hay muchos más pecadores, castigados de forma parecida a los de los mitos griegos.

## En el Antiguo Testamento y los Apócrifos
La versión griega de la Biblia conocida como Septuaginta, utiliza el término Tártaro en el Libro de Job (Job 40:20 y 41:32, 42 en algunas versiones) como traducción del hebreo הַשָּׂדֶ֗ה (haśśāḏeh) que las demás versiones interpretan como "del campo".
El texto griego del Libro de Enoc refiere que Dios puso al arcángel Uriel "a cargo del Mundo y del Tártaro" (1 Enoc 20:2). En la misma obra se indica que el Tártaro es el lugar donde fueron encarcelados los doscientos ángeles caídos conocidos como Grigori o Vigilantes.
Los Oráculos Sibilinos, obra judía pero que pretendía ser considerada pagana, menciona repetidamente al Tártaro como sinónimo del Seol.

## En el Nuevo Testamento y la literatura gnóstica
El sustantivo Tártaro no es usado en el Nuevo Testamento, pero sí la forma verbal ταρταρόω (tartaròō) que es una forma apocopada del griego clásico κατα Ταρταρὁω (kata-tartaròō) "arrojar hacia abajo al Tártaro", en un único pasaje de la Segunda Carta de Pedro (2:4) un escrito que se cuenta entre los más tardíos de la Biblia. Este pasaje ha sido visto por los estudiosos como un eco de la mención del Tártaro en el Libro de Enoc.
El texto gnóstico Hipóstasis de los Arcontes, descubierto en Nag Hammadi, presenta al Tártaro como el lugar al cual Zoe, la hija de Sofía, arroja a Ialdabaoth, el Demiurgo.

## En la cultura popular

### Novelas y series
Tártaro aparece como un elemento del universo ficticio de las novelas del escritor Rick Riordan que tienen como protagonista a Percy Jackson. A semejanza del resto de la serie, se basa en la mitología griega: es un lugar del inframundo donde los espíritus de los monstruos derrotados viajan y se someten a la regeneración, permitiéndoles regresar finalmente a la Tierra. Al igual que los antiguos griegos, Riordan también personifica a Tártaro como un ser sensible; en este caso, esposo de Gea y padre de los Gigantes.
En la novela Titán de Stephen Baxter, los astronautas denominan "Base Tártaro" a su lugar de aterrizaje en el satélite de Saturno; Titán.
En la serie de manga Fairy Tail, Tártaro es el nombre de uno de los tres principales gremios oscuros (miembro de la Alianza Balam).
En la serie My Little Pony: La Magia de la Amistad, el Tártaro es el lugar donde se encierra a los prisioneros más peligrosos y poderosos.
En el manga My Hero Academia, Tártaro es el nombre de una prisión de máxima seguridad donde son encarcelados los villanos más peligrosos.

### Videojuegos
Tartarus es uno de los principales lugares en Persona 3 pero en lugar de ser un sitio subterráneo, es una torre alta que solo aparece en la noche, durante la Hora Oscura.
Tártaro es también el nombre del jefe final en el videojuego Halo 2, rival principal del Inquisidor.
En las simulaciones de Assassin's Creed: Odyssey los prisioneros se escapan del Tártaro con el objetivo de llegar al mundo de los vivos.
En el videojuego Hades, el protagonista Zagreo (hijo de Hades) busca escapar desde su hogar en lo más profundo del inframundo hasta la superficie, siendo la etapa inicial el Tártaro.
En el videojuego Age of Mythology, la historia de la campaña trata de los intentos del titán Cronos por escapar del Tártaro.